# Svenska skrivregler (bok)
Svenska skrivregler är en bok som ges ut av Språkrådet i Sverige. Den innehåller skrivregler för hur man skriver texter på korrekt svenska i professionella sammanhang. En ny upplaga publiceras cirka vart tionde år för att skrivreglerna ska följa språkutvecklingen; hittills har fyra upplagor publicerats, samt en förkortad utgåva kallad Snabba skrivregler.
Svenska skrivregler är uppföljaren till Skrivregler, som gavs ut i sex upplagor 1947–1971 av dåvarande Nämnden för svensk språkvård.

## Upplagor
- Svenska språknämnden (1991). Svenska skrivregler utgivna av Svenska språknämnden. Första upplagan. Skrifter utgivna av Svenska språknämnden 77. Redaktör: Eva Raam-Inghult. Almqvist & Wiksell Förlag.
- Svenska språknämnden (2000). Svenska skrivregler utgivna av Svenska språknämnden. Andra upplagan. Skrifter utgivna av Svenska språknämnden 82. Redaktör: Sara Santesson. Liber AB.
- Språkrådet (2008). Svenska skrivregler. Tredje utgåvan. Språkrådets skrifter 8. Redaktör: Ola Karlsson. Institutet för språk och folkminnen (Språkrådet) och Liber AB.
- Ola Karlsson, red (2017). Svenska skrivregler. Språkrådets skrifter. "22" (4). Stockholm : Liber: Språkrådet. Libris 20167622. ISBN 978-91-47-11149-7
- Ola Karlsson, red. (2024). Språkrådets snabba skrivregler – i skolan och på jobbet. Stockholm: Språkrådet, Institutet för språk och folkminnen.